# Doskonałość aerodynamiczna

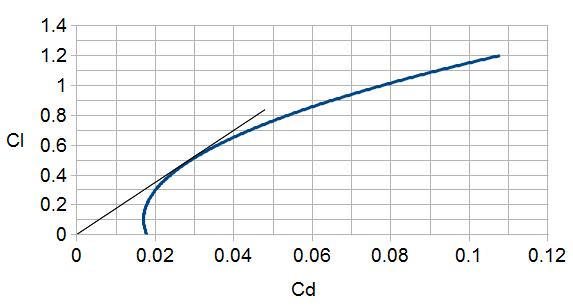
Wykres biegunowego oporu Cd = 0,017 + 0,075*(Cl - 0,1)^2, wartości parametrów typowych dla małych samolotów. Styczna jest do punktu maksymalnego l/d.

Doskonałość aerodynamiczna (doskonałość statku powietrznego) – stosunek współczynnika siły nośnej {\displaystyle C_{z}} do współczynnika oporu {\displaystyle C_{x}.} Jest to wartość niemianowana (np.: 32). Doskonałość statku powietrznego zmienia się w zależności od jego kąta natarcia. Maksymalną doskonałość osiąga się na optymalnym kącie natarcia.
Doskonałość jest wskaźnikiem teoretycznym i określa, jak daleko zaleciałby statek powietrzny z wysokości 1 km (czyli 1000 m) w nieruchomym powietrzu przy warunkach standardowych oraz prędkości optymalnej, przy której stosunek {\displaystyle C_{z}} do {\displaystyle C_{x}.} osiąga wartość maksymalną. Praktyczny zasięg statku bez napędu jak szybowiec, lotnia, paralotnia istotnie zależy od zjawisk zachodzących w atmosferze, przede wszystkim od ruchów powietrza (poziomych, tj. wiatru, oraz pionowych prądów termicznych), a także ewentualnego oblodzenia, zmieniającego kształt profilu skrzydła. Zasięg w mniejszym stopniu zależy również od zanieczyszczeń (przyklejone owady lub kurz) na powierzchni płatowca, które powodując zawirowania zwiększają opór. Zasięg zależy również od prędkości, z jaką porusza się szybowiec względem powietrza. Przy niezmienionym obciążeniu powierzchni, wraz ze zwiększaniem prędkości, powyżej prędkości optymalnej, zasięg się zmniejsza. Zależności te opisuje biegunowa prędkości.